# ليلي هوشينو
ليلي هوشينو (باليابانية: 星野リリィ) هي رسامة توضيحية ومانغاكا يابانية، ولدت في 17 ديسمبر 1978 في ناغانو في اليابان.

## وصلات خارجية
- ليلي هوشينو على موقع ANN person (الإنجليزية)

- الموقع الرسمي